# Gustav Lampmann
Gustav Lampmann (* 19. Mai 1885 in Frankfurt am Main; † 24. August 1970 in Wiesbaden; vollständiger Name Gustav Adolf Lampmann) war ein deutscher Architekt und Baubeamter, der weniger durch seine praktischen Arbeiten, sondern vielmehr durch seine zahlreichen Schriften als Architekturtheoretiker und Architekturkritiker bleibende Aufmerksamkeit erlangte.

## Leben
Gustav Lampmann war ein Sohn des aus Hohenlimburg stammenden Dietrich Lampmann und der aus Kassel gebürtigen Bertha, geb. Böttger. Er studierte möglicherweise zunächst in Berlin, bevor er sich zum Sommersemester 1908 an der Großherzoglich Hessischen Technischen Hochschule in Darmstadt immatrikulierte. Seine Studien schloss er dort im Sommersemester 1910 mit Ablegung der Diplom-Hauptprüfung für das Hochbau-Fach ab. Während des Ersten Weltkriegs, an dem er als Frontoffizier teilnahm, meldete sich Gustav Lampmann dann an dem Königlichen Technischen Oberprüfungsamt in Berlin zur Zweiten Staatsprüfung im Hochbaufach an, die er im Mai 1917 erfolgreich meisterte. Es folgte seine Ernennung zum Königlichen Regierungsbaumeister. An der Monatskonkurrenz des Architekten- und Ingenieurvereins zu Berlin für den Dezember 1918 nahm er mit dem Entwurf einer Wohnküche teil. Vermutlich fand Lampmann in dieser Zeit Beschäftigung bei der preußischen Eisenbahndirektion seiner Heimatstadt.
Mit Ablauf einer Beurlaubung wurde Lampmann zum April 1922 der Hochbauabteilung der Preußischen Regierung Köln überwiesen. Noch im selben Jahr erfolgte seine Ernennung zum Regierungs- und Baurat. Zwecks Ausarbeitung der Entwürfe und der Ausführung mehrerer Baumaßnahmen im Bereich der Universität und der Landwirtschaftlichen Hochschule in Bonn wurde Gustav Lampmann im August 1923 dorthin versetzt, um den Regierungsbaurat Harling zu unterstützen. Gustav Lampmann stand in Bonn dem Preußischen Neubauamt der Universität vor, wo ihm von September bis Dezember 1923 der noch junge Architekt Ernst Sagebiel zur Seite gestellt wurde, bevor dieser in das Kölner Atelier von Jacob Koerfer eintrat. Noch vor Abschluss dieser Arbeiten wurde Lampmann im Mai 1924 an die Regierung Köln zurückversetzt; dennoch beendete er die Bonner Projekte selbstständig. Kurzzeitig war im April / Mai 1926 seine Versetzung als Regierungs- und Baurat nach Marburg, zur dortigen Übernahme des Hochbauamtes I als Vorstand, vorgesehen. Stattdessen erfolgte aber im Juli 1926 seine neuerliche Versetzung nach Bonn zur örtlichen Bauausführung. Im gleichen Jahr promovierte er an der Herzoglich Technischen Hochschule Carolo-Wilhelmina in Braunschweig zum Dr.-Ing. mit einer Arbeit über den Gewächshausbau.
Neben seinen praktischen Arbeiten trat Gustav Lampmann bereits zu dieser Zeit als Architekturtheoretiker in Fachpublikationen in Erscheinung. Hieraus resultierte wohl auch seine Berufung als Hilfsarbeiter in die Hochbauabteilung des Preußischen Finanzministeriums im April 1927, zur Übernahme der Schriftleitung (Hochbau) für das Zentralblatt der Bauverwaltung, an der Seite von Richard Bergius (Ingenieurbau). 1931 wurde dieses Standesorgan mit der Zeitschrift für Bauwesen vereinigt, dessen Schriftleitung Lampmann (Hochbau) ebenfalls 1927 übernommen hatte. Daneben fungierte Lampmann auch als Schriftleiter der ebenfalls vom Preußischen Finanzministerium herausgegebenen Zeitschrift Denkmalpflege und Heimatschutz und als Mitherausgeber von deren Nachfolgerin Die Denkmalpflege (1930–1933). Lampmann vertrat in seinen Gedanken zu Denkmalpflege und Heimatschutz die Auffassung, dass sich der vergangenheitsorientierte Heimatschutz zu einer gegenwartsorientierten Heimatpflege weiterentwickeln müsse.
Ein Jahr nach Antritt seiner neuen Berliner Stelle folgte Lampmanns Ernennung zum Oberregierungs- und Baurat im Preußischen Finanzministerium und im November 1930 schließlich die zum Ministerialrat. „Kießlings Gewährsmann in Sachen moderner Architektur“ verließ 1933 Berlin und wechselte an die Regierung Wiesbaden, wo er 1939 auch als Bezirksplaner fungierte. 1950 schied er aus dem Dienst.

## Ehrungen
- 1953: Verdienstkreuz (Steckkreuz) der Bundesrepublik Deutschland

## Werk

### Bauten und Entwürfe
- 1923–1926: Institut für Pflanzenkrankheiten der Landwirtschaftlichen Hochschule in Bonn-Poppelsdorf (Ausarbeitung des Vorentwurfs von Regierungsbaurat Harling und Bauleitung vom 1. Juli 1925 bis zum 30. April 1927)[21]
- 1923–1926: Gewächshausanlage im Botanischen Garten der Universität Bonn (Bearbeitung des Vorentwurfs von Regierungsbaurat Harling und Bauleitung)[22]

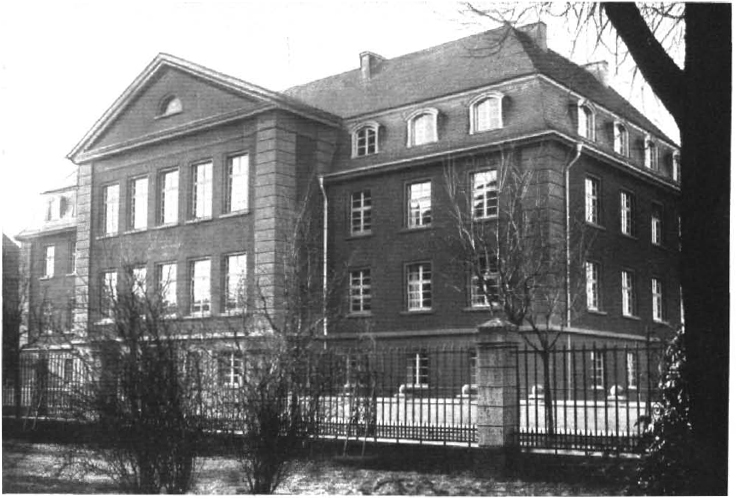
Institut für Pflanzenkrankheiten Bonn, Straßenansicht
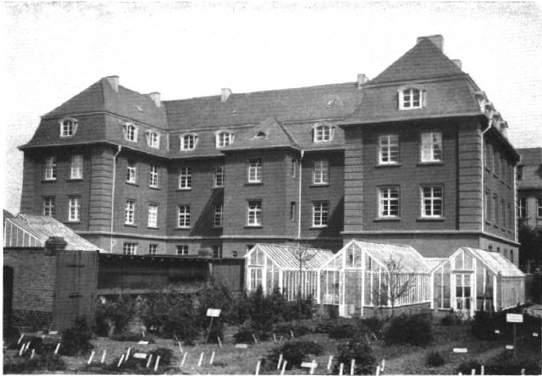
Institut für Pflanzenkrankheiten, Rückansicht
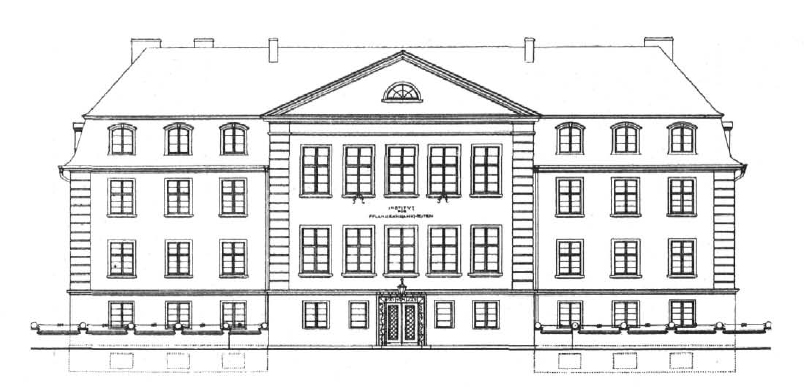
Institut für Pflanzenkrankheiten, Straßenansicht
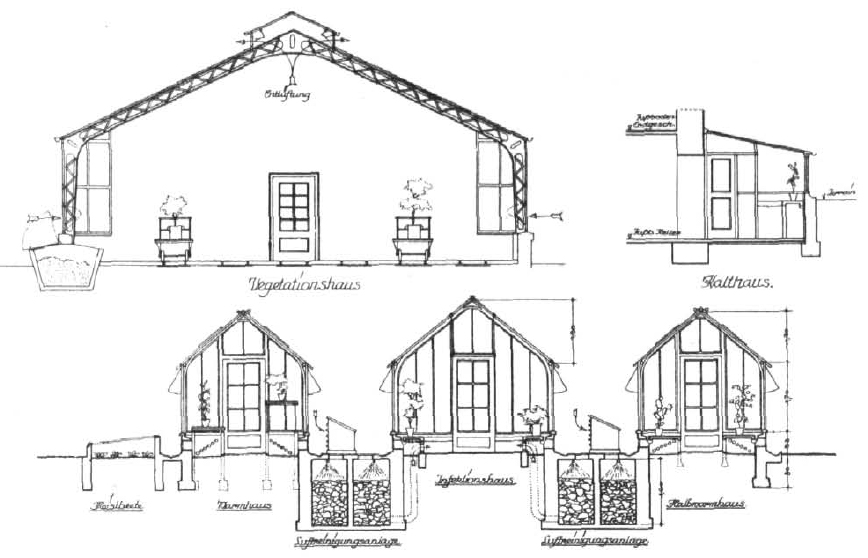
Gewächshausanlagen im Institut für Pflanzenkrankheiten
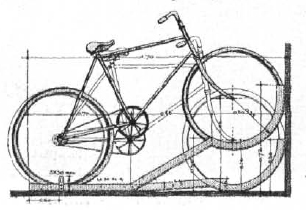
Institut für Pflanzenkrankheiten, Aufbewahrungsvorrichtung für Fahrräder
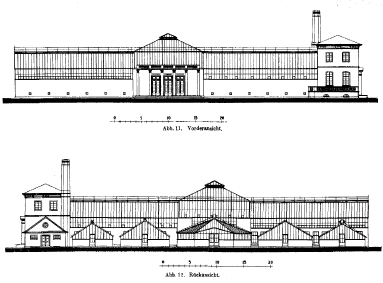
Gewächshausanlage im Botanischen Garten Bonn

### Schriften

#### Aufsätze (unvollständig)
- Messereklame. Zur ersten Kölner Messe am 11. Mai 1924. In: Zentralblatt der Bauverwaltung. Nr. 19, 1924, S. 151 f. (zlb.de).
- Die Bauten der Kölner Messe. In: Zentralblatt der Bauverwaltung. Nr. 30, 1924, S. 249–251 (zlb.de).
- Jakob Koerfer’s neue Bürohäuser in Köln. In: Wasmuths Monatshefte für Baukunst, 10. Jahrgang, 1926, Heft 3, S. 81–89.
- Wettbewerb zur Bebauung des linksrheinischen Rampengebiets der Hängebrücke in Köln. In: Bauwelt, 17. Jahrgang 1926, S. 97–105.
- Der Wettbewerb für den Erweiterungsbau der Reichskanzlei in Berlin. In: Zentralblatt der Bauverwaltung. Nr. 24, 1927, S. 283–287 (zlb.de).
- Religiöse Raumkunst. In: Zentralblatt der Bauverwaltung. Nr. 34, 1927, S. 425–428 (zlb.de).
- Die neue Gewächshausanlage im Botanischen Garten der Universität Bonn. In: Zentralblatt der Bauverwaltung. Nr. 35, 1927, S. 437–444 (zlb.de).
- Stuttgart 1927 „Die Wohnung“. In: Zentralblatt der Bauverwaltung. Nr. 43, 1927, S. 549–552 (zlb.de).
- Ein Industriebau. In: Zentralblatt der Bauverwaltung. Nr. 48, 1927, S. 627 f. (zlb.de – über das Ullsteinhaus in Berlin).
- Die Baukunst der neuesten Zeit. Von Gustav Adolf Platz. In: Zentralblatt der Bauverwaltung. Nr. 51, 1927, S. 678 f. (zlb.de – Buchbesprechung).[23]
- Die Tätigkeit der Kölner Privat-Architekten seit 1918. In: Köln. Bauliche Entwicklung 1888–1927. Deutscher Architektur- und Industrie-Verlag (DARI), Berlin-Halensee 1927, S. 152–187.
- Wettbewerb zur Erweiterung des Reichstagsgebäudes. In: Zentralblatt der Bauverwaltung. Nr. 5, 1928, S. 65–70 (zlb.de).[24]
- Reichsbauforschung. In: Zentralblatt der Bauverwaltung. Nr. 18, 1928, S. 294 f. (zlb.de).
- Kirchenbaukongreß. In: Zentralblatt der Bauverwaltung. Nr. 20, 1928, S. 320–322 (zlb.de – in Magdeburg).
- Wettbewerb Bauausstellung und Berliner Ausstellungspläne. In: Zentralblatt der Bauverwaltung. Nr. 22, 1928, S. 352–355 (zlb.de).
- Reiseeindrücke aus Holland und England. In: Zentralblatt der Bauverwaltung. Nr. 28, 1928, S. 448–453 (zlb.de).
- Die Ausstellungs- und Museumsbauten am rechten Rheinufer in Köln. II. Betrachtungen zum Werk. In: Zeitschrift für Bauwesen. Nr. 8, 1928, S. 188–198 (zlb.de).
- Die Krise im Denkmal und Heimatschutz. Zur Tagung des Bundes für Denkmalpflege und Heimatschutz vom 3. bis 8. September 1928 in Würzburg und Nürnberg. In: Zentralblatt der Bauverwaltung. Nr. 40, 1928, S. 641–644 (zlb.de).
- Die Stahlkirche. In: Zentralblatt der Bauverwaltung. Nr. 43, 1928, S. 689–692 (zlb.de – zu Otto Bartnings „Stahlkirche“ auf der Pressa).
- Neue Siedlungen in Berlin. II. Die Gagfah-Siedlung im Fischtalgrund. In: Zentralblatt der Bauverwaltung. Nr. 47, 1928, S. 753–759 (zlb.de).
- Wettbewerb Verwaltungsgebäude der I.-G. Farbenindustrie in Frankfurt am Main. In: Zentralblatt der Bauverwaltung. Nr. 48, 1928, S. 769–776 (zlb.de).
- Die Großmarkthalle in Frankfurt a. Main. Architekt Baudirektor Professor Elsaesser. In: Zeitschrift für Bauwesen. Nr. 11, 1928, S. 257–272 (zlb.de).
- Glasausstellung. In: Zentralblatt der Bauverwaltung. Nr. 52, 1928, S. 839–841 (zlb.de).
- Aufgaben der Staatshochbauverwaltung. In: Zentralblatt der Bauverwaltung. Nr. 10, 1929, S. 153–155 (zlb.de – über einen Vortrag des Ministerialdirektors Martin Kießling vom 21. Februar 1929).
- Ausstellungssiedlung Breslau 1929. In: Zentralblatt der Bauverwaltung. Nr. 29, 1929, S. 461–468 (zlb.de).
- Grundrißstudien. In: Zentralblatt der Bauverwaltung. Nr. 32, 1929, S. 515 (zlb.de).
- Nordische Baukunst. In: Zentralblatt der Bauverwaltung. Nr. 35, 1929, S. 561–565 (zlb.de).
- Internationaler Wohnungs- und Städtebaukongress. In: Zentralblatt der Bauverwaltung. Nr. 43, 1929, S. 705 (zlb.de – Rom).
- Zweiter Wettbewerb zur Reichstagserweiterung. In: Zentralblatt der Bauverwaltung. Nr. 50, 1929, S. 811–815 (zlb.de).
- Städte und Wohnungsbau in Rom. Aus Anlass des Internationalen Kongresses für Wohnungs- und Städtebau. In: Zentralblatt der Bauverwaltung. Nr. 52, 1929, S. 845–849 (zlb.de).
- Vom Heimatschutz zur Heimatpflege. Eine Stellungnahme der Schriftleitung. In: Die Denkmalpflege, Zeitschrift für Denkmalpflege und Heimatschutz. 32. Jahrgang 1930, Heft 4, S. 50–53.
- Evangelischer Kirchenbau. II. Praktische Möglichkeiten. In: Zentralblatt der Bauverwaltung. Nr. 7, 1930, S. 147 (zlb.de).
- Kochbrunnen-Wettbewerb Wiesbaden. In: Deutsche Bauzeitung, 67. Jahrgang 1933, S. 964 ff.

#### Bücher
- (gemeinsam mit Ernst Sagebiel und Heinrich Maurer): Das Hochhaus am Hansaring zu Köln. Architekt Jakob Koerfer, Köln. Beginn: Mai 1924. Fertigstellung: Mai 1925. Kunstdruckerei und Verlagsanstalt J. Zander, Eschweiler Rhld. 1925. (mit Aufnahmen der Firma Hugo Schmölz)
- Der Gewächshausbau. Grundsätzliches über Anlage, Ausführung, Gestaltung und Benutzung von Pflanzen-, Schau- und Kulturhäusern. Dargestellt unter besonderer Berücksichtigung der in den Jahren 1923–1926 erbauten Gewächshausanlage des Botanischen Gartens der Universität Bonn. Wilhelm Ernst & Sohn, Berlin 1927 (zugleich Dissertation, Technische Hochschule, Braunschweig 1926).
- Ernst Balser. Ein Baumeister unserer Zeit. Bruckmann, München 1953.